# Pat Ast
Pat Ast (21. října 1941 Brooklyn – 3. října 2001 West Hollywood) byla americká herečka.
Studovala na Erasmus Hall High School. Na přelomu 60. a 70. let 20. století spolupracovala s Andy Warholem. V roce 1969 se objevila, stejně jako řada dalších Warholových spolupracovníků, v malé roli hosta na večírku ve filmu Půlnoční kovboj. V roce 1972 hrála ve Warholově filmu Heat.
V roce 1975 se z rodného New Yorku přestěhovala do Hollywoodu, kde hrála například ve filmech Hraběnka a lišák z Dirtwateru (1976), Malá, menší, ještě menší (1981) a Dívčí nápravná škola (1986).
Zemřela 3. října 2001 ve West Hollywoodu. Pohřbena je na hřbitově Mount Sinai Memorial Park Cemetery v Los Angeles.